# Théodore Duret

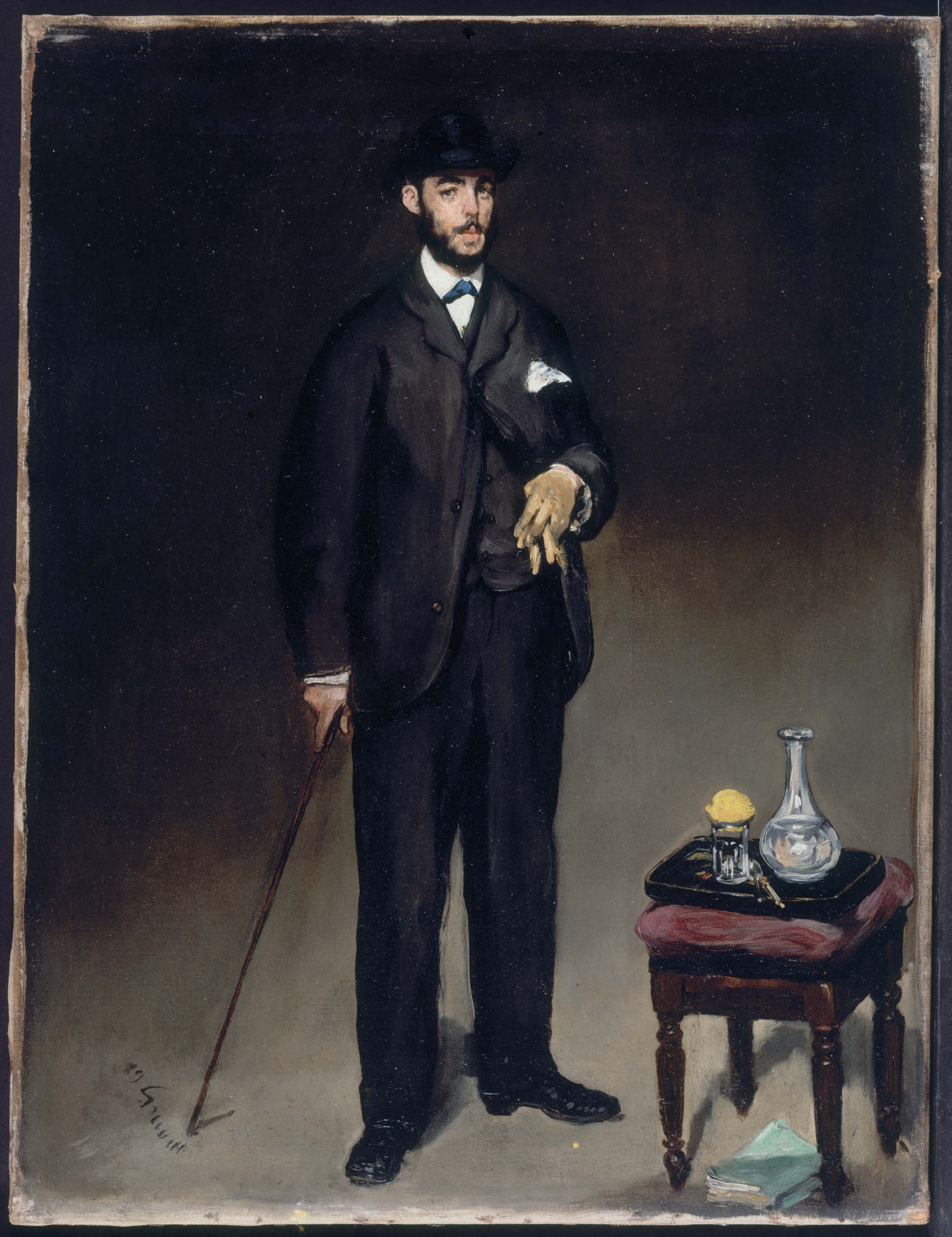
Édouard Manet, Portret van Théodore Duret, 1868

Théodore Duret (Saintes, 20 januari 1838 –Parijs, 16 januari 1927) was een Frans schrijver, journalist, kunsthistoricus en kunstcriticus.

## Biografie
Théodore Duret was de zoon van Jules Emmanuel Duret en Angelika Lohmeyer. Zijn vader was notaris, maar stichtte in 1850 het huis Duret et De Brie voor het verhandelen van cognac. 
De jonge Duret raakte geïnteresseerd in kunst toen hij in Londen in de jaren 1855-1856 kennis maakte met de prerafaëlieten. Via de verzameling van zijn neef Etienne Baudry leerde hij de werken van Gustave Courbet en Jean-Baptiste Corot kennen, wat zijn interesse aanwakkerde. In 1862 reisde hij opnieuw naar Londen om er de wereldtentoonstelling te bezoeken waarover hij een artikel schreef in de Indépendant de Saintes. Het jaar daarop probeerde hij verkozen te raken bij locale politieke verkiezingen als "libéral non administratif", zonder succes.
In 1864 maakte Duret voor de firma van zijn vader een wereldreis, waarbij hij Egypte, India, China en Japan aandeed. Hij brengt van zijn reis een mooie verzameling etsen en kleine kunstvoorwerpen mee.
Weer op reis naar Portugal en Spanje liep hij in september 1865 toevallig tegen Édouard Manet aan in een Madrileens restaurant. De nieuwe vrienden bezochten samen de stad en het Prado, waarbij ze vooral aandacht besteedden aan de werken van Velázquez. Ze gingen ook naar Toledo om er het werk van El Greco te bestuderen. Uit die ontmoeting groeide een levenslange vriendschap.
Duret vestigde zich in Parijs in 1867 en publiceerde datzelfde jaar zijn eerste werk: Les peintres français en 1867. In zijn boek was hij niet onvoorwaardelijk positief over de impressionisten, hij noemde hun stijl “te snel en te haastig”. Naarmate hij Manet beter leerde kennen herzag hij zijn opinie.
Het jaar daarop, 1868, was hij medeoprichter van de republikeinse krant La Tribune, waarbij ook Émile Zola en Jules Ferry betrokken waren. Datzelfde jaar schilderde Manet zijn portret, dat Duret veertig jaar in zijn bezit zou houden. Hij schonk het in 1908 aan het Petit Palais. In 1870 schreef hij zijn eerste verslag over het Parijse salon dat gepubliceerd werd  in L’Electeur libre en waarin hij de lof zong van het werk van Manet, maar ook zeer positief was over Camille Pissarro en Edgar Degas.
Tijdens de Commune van Parijs in 1871 werd Duret locoburgemeester van een Parijse wijk. Na de val van de commune vluchtte hij naar Londen en vertrok daarna met zijn vriend Henri Cernuschi, bankier en kunstverzamelaar, voor een reis naar Azië via New York en San Francisco. Van oktober 1871 tot februari 1872 toerden ze door Japan. Ze bezochten er Edo, Kobe, Osaka, Nara, Kioto en Nagasaki. Daarna vertrokken ze naar China, waar ze eveneens een uitgebreide rondreis maakten. In juni 1872 trokken ze verder naar Jakarta in het toenmalige Nederlands-Indië. Van daar ging het naar Sri Lanka via Singapore en in september 1872 reisden ze door naar India. Vanuit Bombay keerden ze in december 1872 terug naar Marseille. In 1874 publiceerde Duret over deze wereldreis een boek: Voyage en Asie. De verzameling van zijn vriend Henri Cernuschi vormde de basis voor de collectie van het Musée Cernuschi in Parijs.
Na zijn reis, waarop hij de smaak voor Aziatische kunst opdeed en waaraan hij een ganse verzameling van prenten en kunstwerken overhield, besloot hij zich volledig aan de kunst en de literatuur te wijden en de politiek en de handel links te laten liggen. Hij begon een verzameling van impressionistische werken en raakte al snel bevriend met de impressionistische schilders. In 1878 publiceerdehij zijn bijzonderste werk Histoire des peintres impressionistes, waarvan de uitgave samenviel met de vierde groepstentoonstelling van de impressionisten en waarin hij monografieën bracht van Claude Monet, Alfred Sisley, Camille Pissarro, Pierre-Auguste Renoir en Berthe Morisot. 
Duret vertoefde vaak in Londen en werd er bevriend met Whistler over wie hij in 1904 een monografie publiceerde: Histoire de J. Mc N. Whistler et de son oeuvre. Hij publiceerde ook een boek over de Japanse artiest Katsushika Hokusai dat in Frankrijk een grote interesse in diens werk teweeg bracht en bijdroeg aan het Japonisme dat toen in de mode was.
Na het overlijden van zijn vriend Manet schreef hij in 1882 het voorwoord voor de catalogus van de herdenkingstentoonstelling gewijd aan diens werk.
Een verzameling van zijn gepubliceerde essays verscheen in 1885 en omstreeks 1890 lanceerde hij de term “avant-garde” om de innovatieve schilders te beschrijven die vooropliepen in de ontwikkeling van de kunst. Vanaf de jaren 1890 werd Duret erkend als een autoriteit op het gebied van het impressionisme.

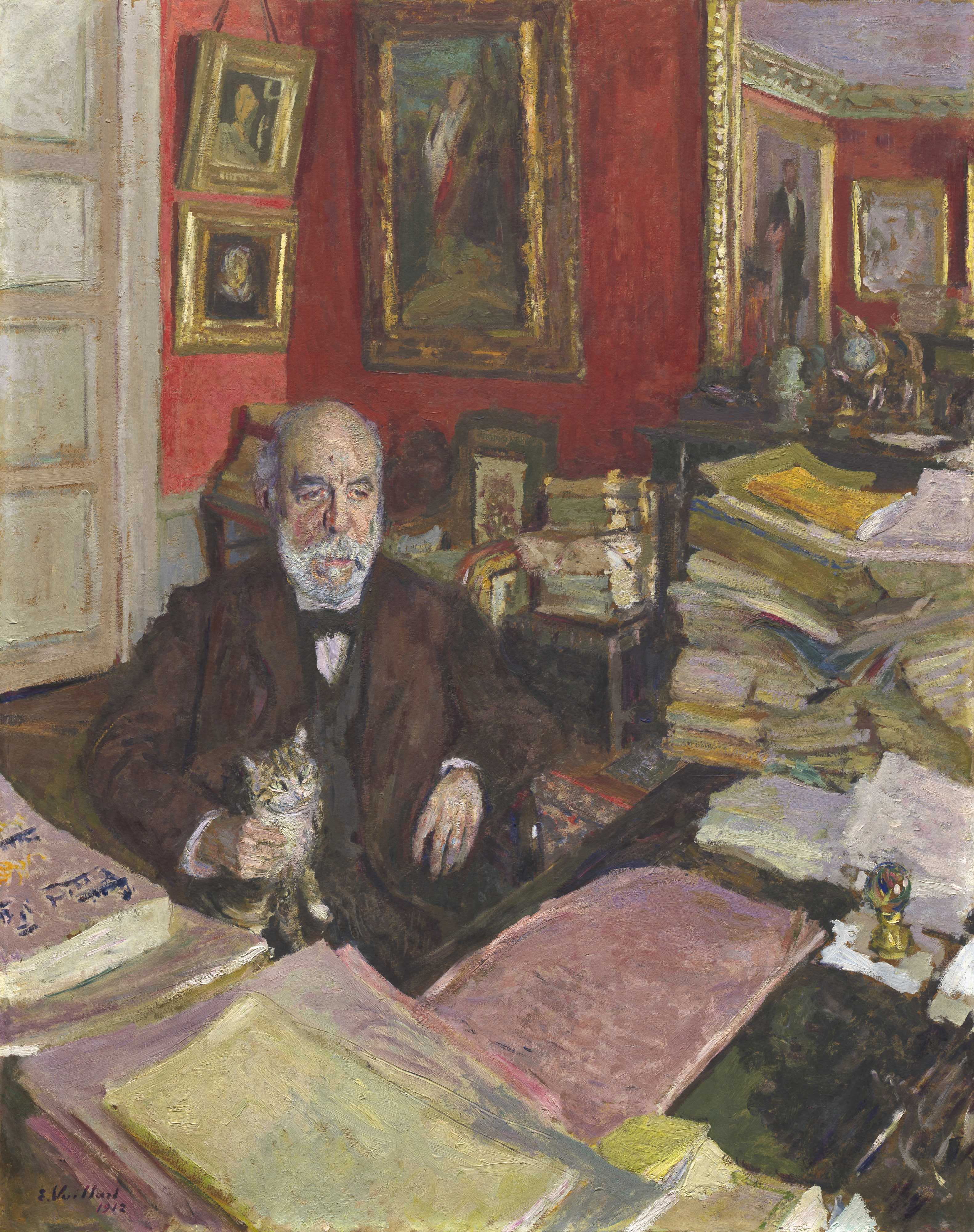
Édouard Vuillard:, Portret van Théodore Duret, 1912

In 1894 kwam hij in financiële moeilijkheden en zag zich verplicht het grootste deel van zijn collectie te gelde te maken. Zijn verzameling van Japanse prenten schonk hij in 1900 aan de Bibliothèque nationale de France. Hij bleef publiceren tot in 1926 en overleed in januari 1927.

## Werken
- Lettres sur les élections, 1863
- Les peintres français en 1867, Paris, E. Dentu, 1867
- Voyage en Asie: Le Japon, La Chine, La Mongolie, Java, Ceylan, l’Inde, Paris 1874
- Histoire de quatre ans (1870–1873) La Chute de l’Empire, Paris 1876
- Histoire de quatre ans (1870–1873) La Défense nationale, Paris 1878
- Les Peintres impressionnistes: Claude Monet-Sisley-C. Pissarro-Renoir-Berthe Morisot, Paris, H. Floury, 1878
- Le Peintre Claude Monet, notice sur son oeuvre, Paris 1880
- L’Art japonaisles livres illustrés, les albums imprimés: Hokousaï, Paris, A. Quantin, 1882
- Critique d’avant-garde, Paris, G. Charpentier et cie, 1885
- Essais de critique sur l'histoire militaire des gaulois et des français, 1901
- Histoire de Edouard Manet et de son oeuvre: avec un catalogue des peintures et des pastels, Paris 1902
- Histoire de J. Mc. N. Whistler et de son oeuvre, Paris, H. Floury, 1904
- Histoire des peintres impressionnistes: Pissarro, Claude Monet, Sisley, Renoir, Berthe Morisot, Cézanne, Guillaumin, Paris, H. Floury, 1906
- Les Napoléons, Paris 1909
- Vue sur l’histoire de la France moderne, Paris 1913
- Van Gogh: Vincent, Paris 1916
- Courbet, Paris 1918
- Lautrec, Paris 1920
- Renoir, Paris 1924
- Monticelli, sa vie et son oeuvre (1824–1886), Paris 1926
- Histoire de Édouard Manet et de son oeuvre: avec un catalogue des peintures et des pastels, Paris: Bernheim-Jeune, 1926.

- Bibliothèque nationale de France: cb12106014r (data)
- CiNii: DA03562255
- Gemeinsame Normdatei: 121856321
- International Standard Name Identifier: 0000 0001 0895 7104
- Library of Congress Control Number: n86021765
- Bibliotheek van het Japanse parlement: 00648871
- Nationale Bibliotheek van Tsjechië: xx0068209
- Nationale Bibliotheek van Israël: 987007260762405171
- Nederlandse Thesaurus van Auteursnamen: 069481814
- RKD-Nederlands Instituut voor Kunstgeschiedenis: 449269
- SNAC: w6377d6g
- Système universitaire de documentation: 029431166
- Union List of Artist Names: 500317121
- Virtual International Authority File: 46790804
- WorldCat: E39PBJrC9tHrDCW987DwWxtkDq